# Наследници: Злобни свет
Наследници: Злобни свет (енгл. Descendants: Wicked World), скраћено као Злобни свет, кратка је телевизија серија направљена по Дизнијевом оригиналном филму Наследници. Премијерно се емитовала од 18. септембра 2015. до 3. марта 2017. године на Дизни каналу.
Радња серије се одвија након првог филма и упознаје нас са новим ликовима са Острва Изгубљених и Оредона. Гласове анимираним ликовима давали су Дав Камерон као Мал, Софија Карсон као Иви, Камерон Бојс као Карлос, Бубу Стјуарт као Џеј, Мичел Хоуп као Принц Бен, Сара Џефри као Одри, Брена Диемико као Џејн, Дајен Дон као Лони, Урсула Тихериан као Џордан, Чајна Ен Маклејн као Фреди али ју је њена сестра Лорин Маклејн заменила у другој сезони, Џенифер Вил као Ели, Мирна Веласко као Сиџеј и Бредли Стивен Пери као Зивон.

## Радња
Након Беновог крунисања у Наследницима, деца зликоваца Мал, Иви, Карлос и Џеј задовољавају се добрим, док њихови зли родитељи још увек лутају Острвом Изгубљених. Прича иде дубље по доласку нових ликоваа, Фреди , Си-Џеј и Зивона.

## Преглед
| Сезоне | Сезоне    | Епизоде | Оригинално емитовање (САД) | Оригинално емитовање (САД) | Оригинално емитовање (Србија) | Оригинално емитовање (Србија) |
| Сезоне | Сезоне    | Епизоде | Почетак емитовања          | Крај емитовања             | Почетак емитовања             | Крај емитовања                |
| ------ | --------- | ------- | -------------------------- | -------------------------- | ----------------------------- | ----------------------------- |
|        | 1         | 18      | 18. септембар 2015.        | 15. јул 2016.              | TBA                           | TBA                           |
|        | 2         | 15      | 21. октобар 2016.          | 24. фебруар 2017.          | TBA                           | TBA                           |
|        | специјали | 3       | 13. децембар 2015.         | 3. март 2017.              | TBA                           | TBA                           |

## Емитовање у Србији
У Србији, Црној Гори, Северној Македонији и у неким деловима Босне и Херцеговине цртана серија је титлована кренула са емитовањем на српској верзији Дизни канала током 2015. године. Титлове је радио студио Ес-Ди-Ај мидија. Нема DVD издања.